# Crețești (okręg Vaslui)
Crețești – wieś w Rumunii, w okręgu Vaslui, w gminie Crețești. W 2011 roku liczyła 561 mieszkańców.